# Andrzej Wacławczyk
Andrzej Wacławczyk (ur. 10 września 1946) – polski grafik.
w 1969 był współzałożycielem Grupy "RYS" i jednym z jej najaktywniejszych członków. Stworzył w linorycie 1100 ekslibrisów oraz liczne grafiki. Jego prace należą dzisiaj do rzadkości kolekcjonerskich. Brał udział w 25 wystawach zespołowych tak w Polsce jak i za granicą. Studia w zakresie grafiki i – jak kiedyś napisał o sobie – miłości do ksiąg odbył w Państwowym Ognisku Kultury Plastycznej pod okiem Zygmunta Waśniewskiego. W 1968 r. założył wydawnictwo bibliofilskie "Officina Silesiae", w którym w nakładzie 3–7 egzemplarzy wydał 82 tytuły. 
Obecnie przebywa w Niemczech, gdzie wyjechał pod koniec lat 80.